# Ikuinen virta

Ikuinen Virta es el primer disco de la banda finlandesa de pop rock Indica. El disco fue lanzado en 2004 por la discográfica Sony BGM Finland.

## Lista de canciones
1. Saalistaja (Predador) - 03:30
2. Scarlett - 03:58
3. Ikuinen virta (Eterna Corriente) - 04:16
4. Valehtelen (Miento) - 04:07
5. Surusilma (Ojos Tristes) - 04:45
6. Lasienkeli (Ángel de Cristal) - 03:01
7. Onnen kartano (La mansión del Júbilo) - 04:05
8. Ihmisen lento (El Vuelo de la Humanidad) - 03:33
9. Lauluja paratiisista (Canciones del Paraíso) - 03:13
10. Aaltojen takaa (Desde atrás de las Olas) - 04:22
11. Vetta vasten (En contra del Agua) - 06:08
12. Unten Maa - 4:02 [Bonus track] *
13. Odotan (Espero) - 4:21 [Bonus Track] *

- Anteriormente existían hipervínculos para descargar estás pistas en línea, hoy en día no es posible descargarlos desde el Sitio Oficial *

## Sencillos
- Scarlett (2004)
- Ikuinen Virta (2004)

## Videos
- Scarlett
- Ikuinen Virta